# NGC 2925
NGC 2925 (другие обозначения — OCL 783, ESO 166-SC22) — рассеянное скопление в созвездии Парусов. Открыто Джоном Гершелем в 1837 году.
По результатам измерения параметров 98 звёзд в области неба, где расположено скопление, которые ярче 15m, было выяснено, что 53 из них физически относятся к скоплению. Оценки расстояния до скопления составляют 750—810 парсек, наиболее ранний спектральный класс звезды в этом скоплении — B9. Возраст скопления составляет 500 миллионов лет, величина межзвёздного поглощения в цвете B−V в направлении скопления ― 0,16m.
Этот объект входит в число перечисленных в оригинальной редакции «Нового общего каталога».